# Samuel Sohlberg
Samuel Sohlberg, född 1708 i Falun, död 1785 i Södra Hult vid Vänersborg, var en svensk direktör och målare.
Han var son till konststatsinspektoren Erik Sohlberg och Brita Catharina Lybecker samt gift första gången 1743 med Anna Dorothea Carlquist och andra gången 1768 med sin kusin Märta Charlotta Christernin. Sohlberg var direktör för bolaget Trollhättans slussverk. Han valdes in som ledamot i Kungliga Vetenskapsakademien 1753 men blev utesluten 1783.